# افسانه صفوی
افسانه صفوی مادر شیمی ایران (زاده ۱۳۳۴ در شیراز)، شیمیدان اهل ایران است که در ششمین همایش چهره‌های ماندگار، به عنوان چهره ماندگار معرفی شده‌است. وی تحصیلات دورهٔ کارشناسی خود رادر رشته شیمی در سال ۱۳۵۰ در دانشگاه شیراز و دوره کارشناسی ارشد را در سال ۱۳۵۷ و دوره دکتری را در سال ۱۳۶۰ در دانشگاه بیرمنگام انگلستان به پایان برد. او به عنوان نخستین زن ایرانی است که در علوم پایه به رتبه استادی رسیده‌است و هم‌اکنون استاد پایه دانشگاه شیراز است. ایشان برگزیده جایزه علمی علامه طباطبایی بنیاد ملی نخبگان در سال ۱۳۹۰ است.
جایزه ملی بانوی علمی ایران در دانشگاه شیراز  به این بانوی ایرانی که از پیشتازان در علم شیمی است هدیه شد.

## فعالیت علمی
«به نظرمن هیچ هدفی مقدس تر از خدمت به وطن نیست و من به عنوان عضوی از جامعه پرافتخار ایرانی در نظام معلمی کوشیده ام به نسل جوان دانشجو خدمت کنم و بزرگترین افتخار زندگی علمی ام نیز مشاهده موفقیت دانشجویانم در عرصه های مختلف علمی، اجتماعی و فرهنگی است. ۶ تا ۷ ساعت در دانشگاه درگیر کار هستم و همین میزان را در خانه به کار اختصاص می‌دهم. به غیر از این موارد، در بسیاری از همایش مختلف بین‌المللی در کشور‌های اروپایی و نیز همایشهای داخلی شرکت کرده‌ام. همه این‌ها مستلزم حمایت خانواده است  که خداوند این نعمت را به من داده است.»

—افسانه صفوی
افسانه صفوی بیش از ۲۷۰ مقاله در مجلات علمی معتبر بین‌المللی منتشر کرده و ۲۵۰ مقاله در کنفرانس‌های داخلی و خارجی نیز ارائه داده‌است. او موفق به دریافت جایزه Medal Lecture از آکادمی جهانی علوم شد. صفوی برنده این جایزه در سال ۲۰۱۸ است. آکادمی جهانی علوم هر ساله جایزه TWAS Medal Lecture را به یک یا دو نفر از اعضای آکادمی به منظور پیشرفت و پیشبرد علوم و فناوری اهدا می‌کند. این آکادمی از سال ۱۹۹۶ در کشورهای در حال توسعه فعالیت می‌کند.
وی همچنین برنده جایزه علمی بین‌المللی پروفسورعبدالسلام در ایتالیا در رشته شیمی، پرمقاله‌ترین دانشمند زن کشورهای جهان سوم، و برنده نشان دانش (سال ۱۳۸۳–۲۰۰۴) و دارنده عنوان استاد نمونه کشوری و چندین بورس، نشان و جایزه علمی داخلی و خارجی است که از آن جمله می‌توان به بورس هامبوست از کشور آلمان اشاره کرد. از دیگر فعالیت‌های او می‌توان به عضویت در هیئت تحریریه مجله‌های علوم و فناوری ایران و مجله انجمن شیمی ایران، خدمت‌رسانی در نقش مشاور اداره کل محیط‌زیست استان فارس و داوری مقاله‌های مجله‌های معتبر بین‌المللی اشاره کرد.

## افتخارات
- جایزه Medal Lecture در سال ۲۰۱۸
- پرمقاله‌ترین دانشمند زن کشورهای جهان سوم
- چهره ماندگار در سال ۱۳۸۵
- استاد نمونه کشوری در سال ۱۳۸۰
- برگزیده جایزه علمی علامه طباطبایی بنیاد ملی نخبگان ۱۳۹۰
- برنده جایزه علمی بین‌المللی پروفسور عبدالسلام در ایتالیا
- نخستین زن ایرانی که در علوم پایه به رتبه استادی رسید.
- نشان بورس هامبوست از کشور آلمان[۲]

جایزه زنان در علم که نخستین جایزه ویژه زنان پژوهشگر کشور است به استادان، دانشمندان و محققان زنی اعطا می‌شود که سهم به سزایی در پیشبرد علم در حوزه تخصصی فعالیت خود داشته باشند. نخستین دوره جایزه " زنان در علم "، در مراسمی ویژه با حضور وزیر علوم، تحقیقات و فناوری، معصومه ابتکار معاون رئیس‌جمهور در امور زنان و خانواده و تعدادی از چهره‌های علمی و دانشگاهی؛ به افسانه صفوی اعطا شد.